# Hopepunk

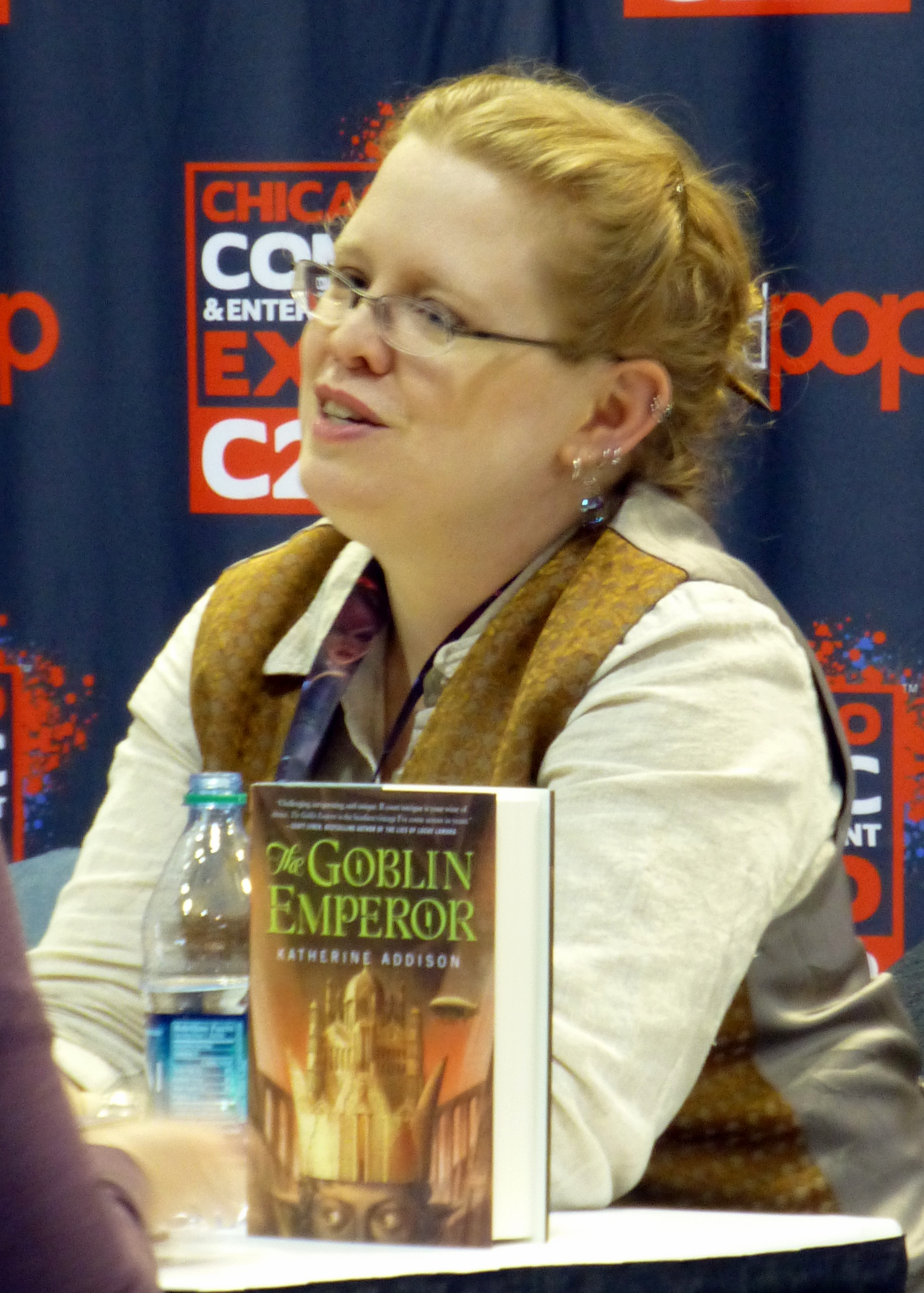
Fotografía de Sarah Monette en el evento Comic & Entertainment Expo en 2014

El hopepunk es un subgénero de ficción especulativa. El concepto fue acuñado por la escritora Alexandra Rowland en julio del 2017 y se refiere a una nueva tendencia narrativa que busca ser lo opuesto al grimdark. Se desarrolla en escenarios distópicos y hostiles, pero los personajes en lugar de dejarse arrastrar por el escenario antiutópico eligen hacer lo correcto. El hopepunk propone la esperanza como motor narrativo.
Este subgénero defiende que la bondad no es un acto de debilidad, sino un acto político y de rebelión.
En este caso el término hopepunk no indica nada sobre la ambientación o el tiempo en el que se desarrolla la historia, como ocurre en otros géneros -punk como steampunk, cyberpunk, dieselpunk, greenpunk, solarpunk, silkpunk…. En este caso, se refiere a la motivación de los personajes y al tono de la historia. Los protagonistas, sobre todo, siempre tratarán de encontrar la mejor solución (para todos, en general, no solo para sí mismos).

## Controversias
El uso del término hopepunk ha generado controversia por varias razones. 
En primer lugar, no acaba de definirse como un género literario, dado que no son relevantes el tiempo y lugar en que se sitúa la acción, ni los personajes o su relación con el entorno. Solo afecta al contenido en cuanto al mensaje: transmitir optimismo y afán de superación. Podríamos decir entonces que el hopepunk está más ligado al tono de la historia, independientemente del género de esta, del mismo modo que podría estarlo el feminismo. Puede ser fantasía, distopía, space opera, ucronía, fantasía oscura o mitológica. La intención es irradiar esperanza, resaltar la capacidad del ser humano para hacer cosas buenas. Sin embargo, la definición es tan amplia y abarca tanto que puede quedar vacía de significado.
En segundo lugar, y en relación con el punto anterior, se tiende a entender el hopepunk como un género complaciente o carente de argumento, con un tono naive o poco interesante. Por el contrario, Rowland defiende que el hopepunk no es limpio y resplandeciente. El hopepunk es mugriento, porque eso es lo que pasa cuando luchas. Es duro. No es utópico. Entonces, ¿en qué se diferencia del grimdark? Mientras en el grimdark se critica el mundo y sus miserias con la victoria de la desesperación y de la corrupción debido a la inactividad de la gente, en el hopepunk se muestra la lucha contra lo que es injusto, la bondad del ser humano. Ni siquiera tiene que ver con que el final sea feliz. De hecho, para Rowland el sentido está en la lucha. No se trata del resultado, porque no existe el final. Este aspecto también se ha criticado, pues esta es la realidad de muchas personas de clase trabajadora, sobre todo aquellas que son oprimidas por cuestiones de raza o género. Eso no sería revolucionario para ellas; esa lucha eterna quedaría más como un atractivo para gente privilegiada. Aun así, hay personas como Layla Martínez que defienden que cuando se repite en la ficción un solo enfoque opresor y derrotista, este lleva a que pensemos que nuestra realidad también debe ser así, y que por lo tanto, no vale de nada intentar cambiarla. Lo que sí sería contrario en su totalidad al grimdark es el noblebright.
En tercer lugar, y también relacionado con el primer punto, está el hecho de la gran cantidad de obras actuales y pasadas que abarca el hopepunk, tan diferentes entre sí. ¿Se pueden unir obras como El cuento de la criada, El señor de los anillos, The Good Place, Mundodisco, Brooklyn 99 o Star Trek bajo la misma etiqueta?
Por último, se ha criticado la utilización del término punk, que se une a los subgéneros ya preexistentes con esa terminación, por lo que la propia etiqueta también pierde su significado. Sin embargo, en el contexto de inestabilidad y nihilismo actuales, defender que la ternura, la compasión o el amor son valores positivos y reales (tanto como la crueldad, el egoísmo y la avaricia) hoy en día es revolucionario y no te hace débil, sino todo lo contrario.

## Obras hopepunk
Aunque el término hopepunk nace en 2017, se pueden rastrear obras con este enfoque desde mucho antes. El señor de los anillos de J. R. R. Tolkien comparte parte de esta filosofía; Alex Rowland defiende que El cuento de la criada (1985, Margaret Atwood) también, ya que, por muy terrorífico y terrible que el mundo en el que vive June, ella nunca se rinde y sigue luchando por escapar. Layla Martínez cita Los desposeídos de Ursula K. Le Guin (1974) como otro ejemplo de novela con final esperanzador
Actualmente, las obras consideradas referentes en el hopepunk serían El mejor de los mundos posibles de Karen Lord, Todos los pájaros del cielo de Charlie Jane Anders, Las estrellas son Legión de Kameron Hurley y El largo viaje a un pequeño planeta iracundo de Becky Chambers.
El hopepunk no es género exclusivo de las novelas, puesto que también se han escrito relatos como los recogidos en la antología HopePunk (NEUH, 2019). En no ficción, destaca el ensayo de Layla Martínez Utopía no es una isla. También se considera hopepunk el manga clásico de Eiichiro Oda, One Piece, por desarrollar la esperanza y el optimismo en un mundo de piratas bajo el control del gobierno mundial.
En las obras más representativas de otros géneros narrativos, podemos encontrar el cómic Bitch Planet de Kelly Sue DeConnick y Valentine de Landro; ha aparecido en el cine en películas como La forma del agua, Todo a la vez en todas partes o Hijos de los hombres (la adaptación de la novela de P. D. James). En música algunos de sus referentes son el álbum Dirty Computer de Janelle Monáe, el álbum y los vídeos de Chromatica de Lady Gaga o el vídeo Panini de Lil Nas.